# Maranta leuconeura
Espèce
Maranta leuconeura est une espèce de plantes à fleurs de la famille des Marantaceae originaire du Brésil et du Vénézuela.

## Description
L'espèce est herbacée. Elle possède de très nombreuses racines, dont certaines ont l'aspect de rhizomes minces, très allongés, avec des gaines circulaires. Les tiges ont un aspect cylindrique et  articulé. Les feuilles ovales présentent plusieurs couleurs : vert tendre et vert foncé dans la lame supérieure, rouge foncé dans les nervures. Le pétiole est engainant.
La plante a pour particularité de bouger. Lorsque la lumière baisse, à l'approche du soir, ses feuilles se relèvent. Ce mouvement leur vaut en anglais le surnom de « prayer plants », de plantes qui prient.

## Culture
La maranta leuconeura est notamment originaire du Brésil. Elle a été introduite en France entre 1872 et 1879.

## Variétés

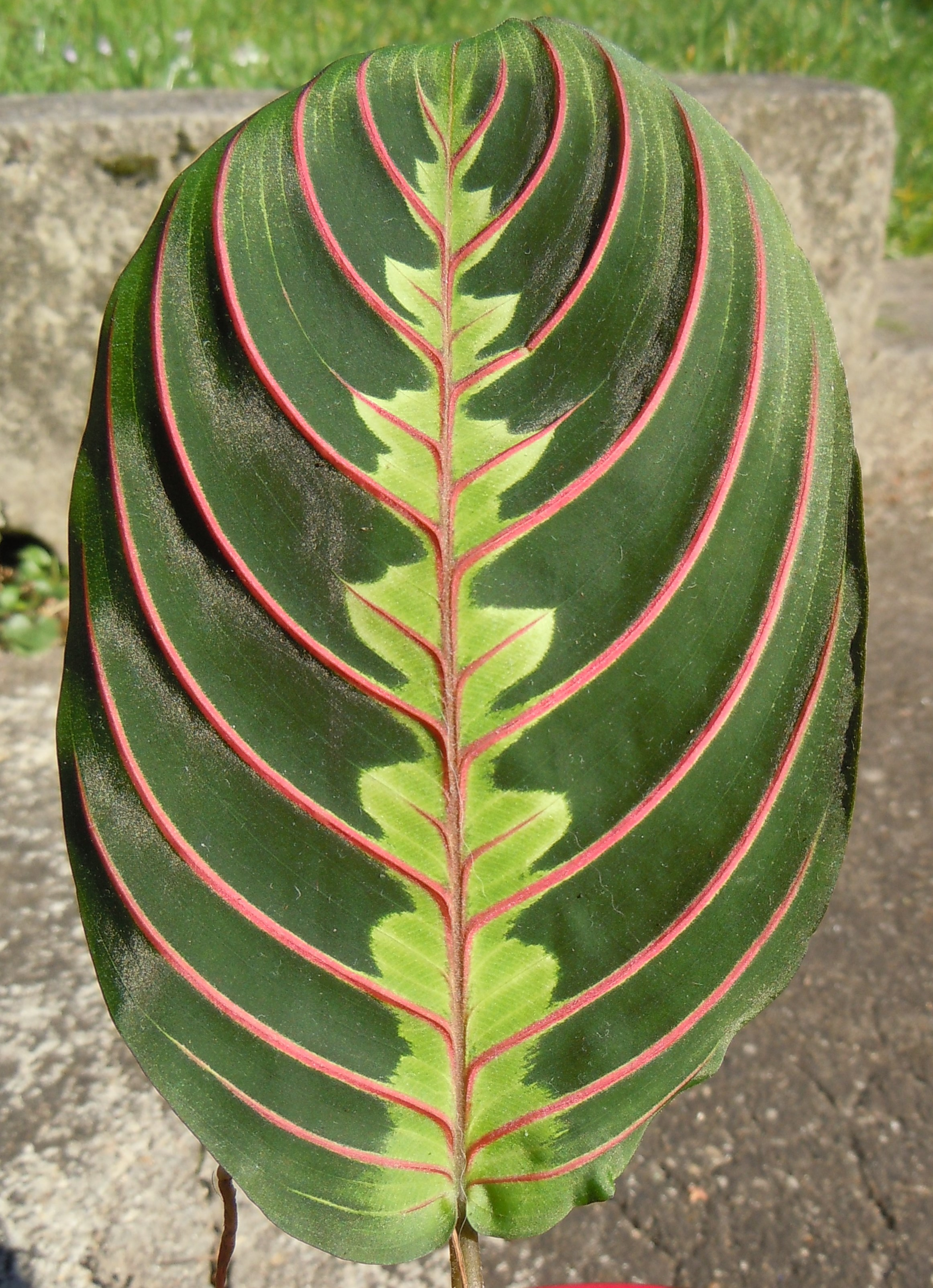
Feuille de Maranta leuconeura var erythroneura.

### Variétéerythroneura
Maranta leuconeura var. erythroneura, appelé aussi Maranta tricolor, a un feuillage très décoratif. c'est une plante d'intérieur fréquemment cultivée. Elle apprécie l'humidité.

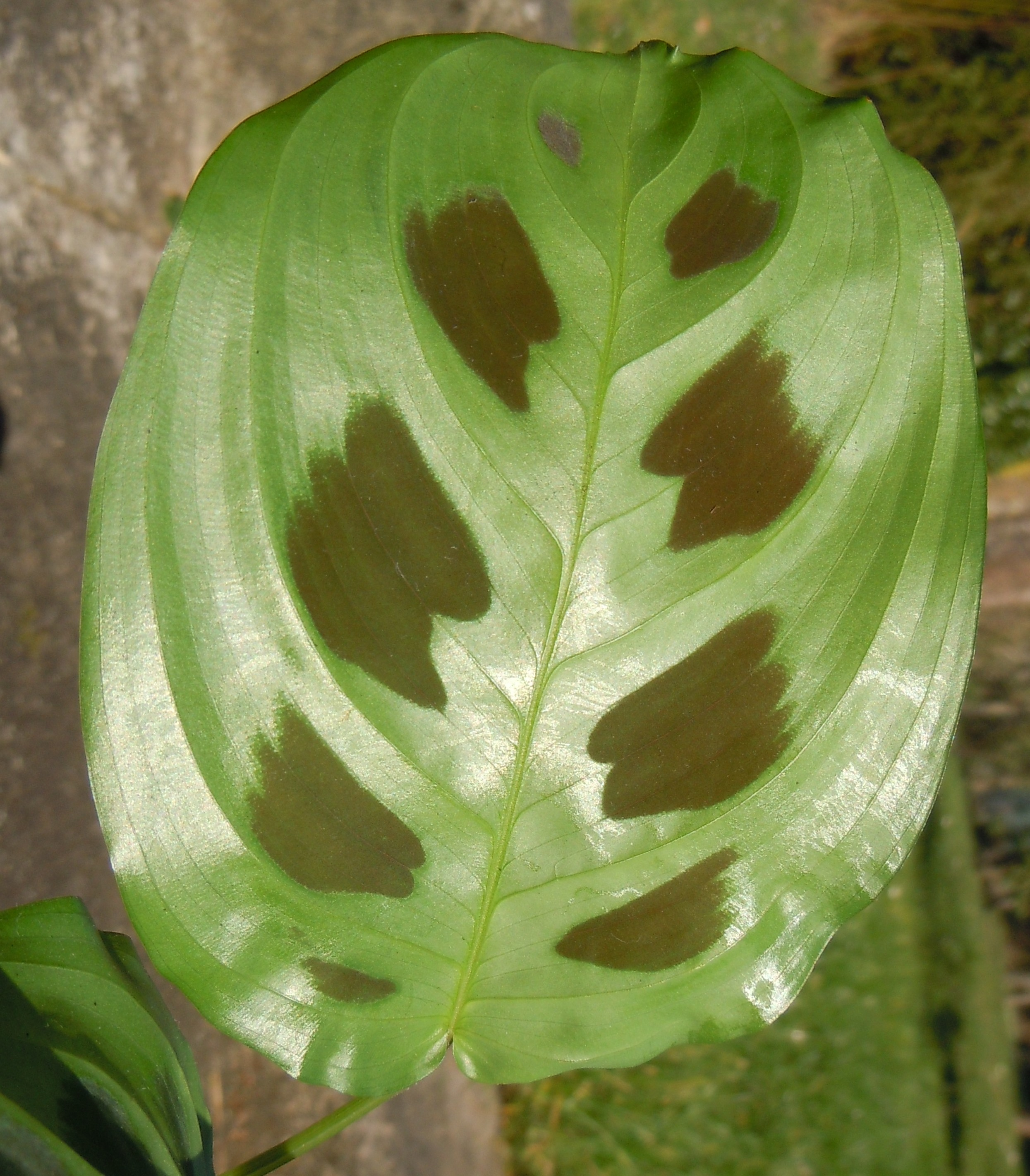
Feuille de Maranta leuconeura var kerchoviana.

### Variétékerchoveana
Maranta leuconeura var. kerchoveana a des feuilles marquées de six à huit taches sombres. Ses feuilles opposées ont la particularité de se replier l'une contre l'autre la nuit. Elle est aussi cultivée comme une plante d'intérieur. L'humidité ambiante lui est nécessaire, ses feuilles supportent mal l'air sec.